# 张春桥狱中家书
《张春桥狱中家书》收录了张春桥1985年至2003年狱中和监视居住期间写给家人的58封书信，附有对张春桥女儿张维维的长篇访谈。2015年香港中文大学出版社出版。

## 评论
- 陈永发：“尽管本书出现的许多说法不容易完全核实，但它们代表在世纪大审判中被压制的辩护和另一面之词。”[2]
- 沈迈克：“张春桥是为数不多的、有独创性的毛主义政治理论家之一。他的家书内容丰富，可与葛兰西的狱中书简相媲美。”[2] 胡平评论道：“《张春桥狱中家书》一书的思想含金量，远远不能和葛兰西的《狱中札记》相比。沈迈克那句话之所以错误，主要还不在于他对张春桥的思想估计过高，而在于他严重低估了中共监狱和意大利法西斯监狱的区别。”[3]
- 宋永毅：“张春桥非但在文革中不遗余力地推行毛的路线，更至死不渝地忠实于自己的信仰。因此，他成了一个真正的悲剧人物：任何一个文革史的研究者，不管是否赞同张春桥的理念和信仰，都应当给他以一个历史人物的尊重和公正的评价。”
- 汪晖：“张春桥是文革时期党内左翼的核心人物，也是这一时期毛泽东思想和文革理论的主要阐释者之一。他的狱中家书不仅具有重要文献价值，而且也为理解中国晚期社会主义运动及其历史命运提供了思想线索。”
- 金大陆：恻隐地说。就是《张家书》还是不出为好，不出尚能保持张“一言不发”的神秘和尊严。现在张发声了，露相了，且是固守在“原教旨”形态的文革理论的框架中……。若是有少许的客观反省，少许的“历史检讨”；或者索性有更深刻更开阔的论述……[4]
- 邹思聪：“有一回我拜访钱钢老师，期间说到此书，他表达了自己的某种失望。据说朱学勤教授看完此书，也对张春桥的思想进程感到失望，他们的评价大致意思是，张春桥几乎没有变化。”[5]
- 李海文：“《张春桥狱中家书》在香港面世以后，有人被张对女儿、后代的爱而感动，认为他是一个有人性的人，充满了爱心。有些人不知道文革是中华民族的一场浩劫，当看到社会中的不公，误以为再发动一次文革就可以解决问题，称赞张春桥以文革思想逻辑对时政的评说，甚至集会纪念张，为他招魂。如何认识张春桥，再度成为一个不可回避的现实问题。”[6]